# Hulstina tanycraeros
Hulstina tanycraeros là một loài bướm đêm trong họ Geometridae.